# Saint Seiya: Los Caballeros del Zodiaco
Saint Seiya: Los Caballeros del Zodiaco es una serie animada en línea producida entre Japón y Estados Unidos, basada en el popular manga Saint Seiya creado por Masami Kurumada.
Producido por Toei Animation, la primera temporada del anime fue lanzada a nivel mundial vía streaming por el servicio de Netflix en julio de 2019. Mientras que la segunda y tercera temporada es distribuida por Crunchyroll.

## Producción
En diciembre de 2016 se reveló que la serie se encontraba en proceso de creación. El 2 de agosto de 2017, Cinematoday.jp publicó un artículo que revelaba que el proyecto era una colaboración con Netflix para hacer una nueva adaptación de la serie clásica. Yoshiharu Ashino fue anunciado como director y Eugene Son como uno de los escritores. La primera temporada cubriría el torneo galáctico y el enfrentamiento con los caballeros de plata en un total de doce episodios. Los primeros seis episodios fueron estrenados en Netflix el 19 de julio de 2019. Los otros seis episodios que abarcaron el arco de los Caballeros de Plata se estrenaron el 23 de enero de 2020.
Una secuela, titulada Knights of the Zodiac: Saint Seiya – Battle for Sanctuary, se anunció el 29 de junio de 2022. Se estrenará en el tercer trimestre de 2022. Crunchyroll autorizó la secuela fuera de Asia.

## Argumento
Seiya, un intrépido joven, es reclutado por Mitsumasa Kido con el fin de convertirlo en un Caballero de Pegaso de Bronce. En su infancia fue separado de su hermana mayor Seika, quien fue secuestrada por Aioria, el Caballero Dorado de Leo, por lo que enfrenta su duro entrenamiento y se convierte en caballero de bronce con el objetivo de buscarla. Al ser un adulto y obtener la Armadura de Bronce de Pegaso hace su aparición en el Torneo Galáctico, donde se enfrentará a otros caballeros de bronce y a Ikki, el Caballero de Bronce de Fénix que ha regresado con sed de venganza en contra de la Fundación Kido.

## Doblaje
| Personaje                   | Reparto                                                    | Reparto           | Reparto               |
| Personaje                   | Español                                                    | Japonés           | Inglés                |
| --------------------------- | ---------------------------------------------------------- | ----------------- | --------------------- |
| Saori Kido / Athena         | María Fernanda Morales                                     | Fumiko Orikasa    | Emily Neces           |
| Seiya de Pegaso             | Adulto                                                     | Adulto            | Adulto                |
| Seiya de Pegaso             | Darío Yazbek Bernal (1° temp) Carlo Vázquez (2° temp)      | Masakazu Morita   | Bryson Baugus         |
| Seiya de Pegaso             | Niño                                                       |                   |                       |
| Seiya de Pegaso             | Oliver Díaz                                                | Yukiko Morishito  | Crocket Groves        |
| Hyoga de Cisne              | Alfonso Herrera (1° temp) René García (2° temp)            | Hiroaki Miura     | Patrick Cole          |
| Shiryu de Dragón            | Ricardo Mendoza (1° temp) Óscar López (2° temp)            | Takahiro Sakurai  | Blake Shepard         |
| Shaun de Andrómeda          | Isabel Martiñón ----Melissa Hernández (Niña)               | Satomi Satō       | Luci Christian        |
| Ikki de Fénix               | Marcos Patiño ----Sebastián García (Niño)                  | Katsuyuki Konishi | Adam Gibbs            |
| June de Chameleon           | Valentina Souza                                            | Aya Hisakawa      |                       |
| Jabu de Unicornio           | Javier Rivero                                              | Hideo Ishikawa    | Leraldo Anzaldua      |
| Ban de León Menor           | -                                                          | Hisafumi Oda      | -                     |
| Nachi de Lobo               | Roberto Mendiola                                           | Takeshi Kusao     | Cameron Bautsch       |
| Geki de Oso                 | Dafnis Fernández                                           | Kohei Fukuhara    | Adam Noble            |
| Ichi de Hydra               | Daniel Abundis                                             | Masaya Onosaka    | Justin Dorian         |
| Caballeros de Plata         |                                                            |                   |                       |
| Marin de Águila             | Dolores Mondragón                                          | Fumiko Inoue      | Maggie Flecknoe       |
| Shaina de Ofiuco            | Maru Guerrero                                              | Yuka Komatsu      | Katelyn Barr          |
| Misty de Lacerta            | Arturo Mercado Jr.                                         | Hisafumi Oda      | Corey Hartzog         |
| Moses de Ballena            | Ricardo Méndez                                             | Tetsu Inada       | Courtland Johnson     |
| Asterion de Perros de Caza  | Gerardo Reyero                                             | Ryohei Arai       | Nathan Wilson         |
| Jamian de Cuervo            | Eduardo Ramírez                                            | Junji Kitajima    | Justin Dorian         |
| Dante de Cerberos           | Emmanuel Bernal                                            | Eiji Hanawa       | Joe Daniels           |
| Argol de Perseo             | Javier Rivero                                              | Ryosuke Kanemoto  | Austin Tindle         |
| Ptolemy de Sagita           | Mario Santillán                                            | Ryōhei Arai       | Michael Wronski       |
| Daidalos de Cefeo           | Ismael Verástegui                                          | Keiichi Noda      | Mark Mendelsohn       |
| Caballeros Dorados          |                                                            |                   |                       |
| Mu de Aries                 | Edson Matus                                                | Takumi Yamazaki   | John Gremillion       |
| Aldebarán de Tauro          | Héctor Estrada                                             | Tesshō Genda      | Josh Morrison         |
| Saga de Géminis             | Javier Rivero                                              | Ryōtarō Okiayu    | -                     |
| Máscara de Muerte de Cáncer | Diego Estrada                                              | Ryōichi Tanaka    | Jay Hickman           |
| Aiolia de Leo               | Yamil Atala                                                | Hideyuki Tanaka   | Greg Cote (ep.2)      |
| Shaka de Virgo              | Daniel del Roble (1° temp) Arturo Cataño (2° temp)         | Yūji Mitsuya      | Scott Gibbs (ep 2)    |
| Dohko de Libra              | Armando Coria                                              | Hiroshi Iwasaki   | John Swasey           |
| Milo de Escorpión           | Alejandro Orozco (1° temp) José Gilberto Vilchis (2° temp) | Toshihiko Seki    | Alejandro Saab (ep 2) |
| Aiolos de Sagitario         | José Luis Rivera (1° temp)                                 | Yusaku Yara       | -                     |
| Shura de Capricornio        | -                                                          | -                 | -                     |
| Camus de Acuario            | Igor Cruz                                                  | Nobutoshi Canna   | -                     |
| Afrodita de Piscis          | Víctor Ugarte                                              | Keiichi Nanba     | Ry McKeand            |
| Otros                       |                                                            |                   |                       |
| Narrador                    | Pedro D'Aguillon Jr.                                       | Hideyuki Tanaka   | Marty Fleck           |

## Episodios

### Temporada 1 (2019-2020)
| N.º en serie | N.º en temp. | Título                             | Dirigido por     | Escrito por         | Fecha de emisión original |
| ------------ | ------------ | ---------------------------------- | ---------------- | ------------------- | ------------------------- |
| 1            | 1            | «Seiya»                            | Yasuhiro Tanabe  | Shannon Eric Denton | 19 de julio de 2019       |
| 2            | 2            | «Quema tu cosmo»                   | Yasuhiro Tanabe  | Thomas F. Zahler    | 19 de julio de 2019       |
| 3            | 3            | «La llegada del dragón»            | Yasuhiro Tanabe  | Benjamin Townsend   | 19 de julio de 2019       |
| 4            | 4            | «Cadena nebular»                   | Hiroshi Kimura   | Joelle Sellner      | 19 de julio de 2019       |
| 5            | 5            | «Los Caballeros Negros»            | Hiroshi Kimura   | Travis Donnelly     | 19 de julio de 2019       |
| 6            | 6            | «Como el ave fénix»                | Hiroshi Kimura   | Benjamin Townsend   | 19 de julio de 2019       |
| 7            | 7            | «Los Caballeros de Plata»          | Yasuhiro Tanabe  | Thomas Pugsley      | 23 de enero de 2020       |
| 8            | 8            | «El destino»                       | Yasuhiro Tanabe  | Sandra Hall         | 23 de enero de 2020       |
| 9            | 9            | «La batalla por Athena»            | Hiroshi Kimura   | Shaene Siders       | 23 de enero de 2020       |
| 10           | 10           | «El desafío»                       | Hiroshi Kimura   | Patrick Rieger      | 23 de enero de 2020       |
| 11           | 11           | «La profecía»                      | Yoshiharu Ashino | Eugene Son          | 23 de enero de 2020       |
| 12           | 12           | «Termina una guerra, empieza otra» | Yoshiharu Ashino | Eugene Son          | 23 de enero de 2020       |

### Temporada 2 (2022)
| N.º en serie | N.º en temp. | Título                            | Dirigido por     | Escrito por               | Fecha de emisión original |
| ------------ | ------------ | --------------------------------- | ---------------- | ------------------------- | ------------------------- |
| 13           | 1            | «Las Doce Casas»                  | Yoshiharu Ashino | Henry Gilroy              | 31 de julio de 2022       |
| 14           | 2            | «El Séptimo Sentido»              | Yoshiharu Ashino | Marty Isenberg            | 31 de julio de 2022       |
| 15           | 3            | «Isla de Andrómeda»               | Yoshiharu Ashino | Anne Mortensen-Agnew      | 7 de agosto de 2022       |
| 16           | 4            | «Corazón Frío»                    | Yoshiharu Ashino | Chris Wyatt & Kevin Burke | 14 de agosto de 2022      |
| 17           | 5            | «La Tierra de los Muertos»        | Yoshiharu Ashino | Julien Magnat             | 21 de agosto de 2022      |
| 18           | 6            | «El Renacer del Dragón Creciente» | Yoshiharu Ashino | Danielle Wolff            | 28 de agosto de 2022      |
| 19           | 7            | «Batalla por la Casa de Leo»      | Yoshiharu Ashino | Benjamin Townsend         | 4 de septiembre de 2022   |
| 20           | 8            | «Los Caballeros Calavera»         | Yoshiharu Ashino | Katie Kaniewski           | 11 de septiembre de 2022  |
| 21           | 9            | «Reflejos»                        | Yoshiharu Ashino | Patrick Rieger            | 18 de septiembre de 2022  |
| 22           | 10           | «Aquel Tan Poderoso Como Un Dios» | Yoshiharu Ashino | Callie C. Miller          | 25 de septiembre de 2022  |
| 23           | 11           | «Tesoro Celestial»                | Yoshiharu Ashino | Danielle Wolff            | 2 de octubre de 2022      |
| 24           | 12           | «Los Secretos del Santuario»      | Yoshiharu Ashino | Thomas Pugsley            | 9 de octubre de 2022      |

### Temporada 3 (2024)
| N.º en serie | N.º en temp. | Título                                               | Dirigido por     | Escrito por                      | Fecha de emisión original |
| ------------ | ------------ | ---------------------------------------------------- | ---------------- | -------------------------------- | ------------------------- |
| 25           | 1            | «El Cisne y El Escorpión»                            | Taku Yonebayashi | Eugene Son                       | 1 de abril de 2024        |
| 26           | 2            | «El Coraje de Jabu»                                  | Yasuhiro Tanabe  | Becky Wangberg & Sarah Eisenberg | 1 de abril de 2024        |
| 27           | 3            | «Regreso a la Tierra de los Muertos»                 | Taku Yonebayashi | Jennifer Muro                    | 8 de abril de 2024        |
| 28           | 4            | «Las Últimas Palabras de Aiolos»                     | Yasuhiro Tanabe  | Jeremiah Smith                   | 15 de abril de 2024       |
| 29           | 5            | «Un Salto de Fe»                                     | Taku Yonebayashi | Meredith Kecskemety              | 22 de abril de 2024       |
| 30           | 6            | «Cero Absoluto»                                      | Yasuhiro Tanabe  | Danielle Wolff                   | 29 de abril de 2024       |
| 31           | 7            | «Rosas Demoníacas»                                   | Taku Yonebayashi | Meredith Kecskemety              | 6 de mayo de 2024         |
| 32           | 8            | «El Sacrificio de Andrómeda»                         | Yasuhiro Tanabe  | Jenny Dearmitt                   | 13 de mayo de 2024        |
| 33           | 9            | «Combate A Muerte En Los Aposentos del Gran Maestro» | Satoshi Nohzawa  | Matt Wayne                       | 20 de mayo de 2023        |
| 34           | 10           | «El Hombre Con Dos Caras»                            | Yasuhiro Tanabe  | Denise Downer                    | 27 de mayo de 2024        |
| 35           | 11           | «El Rostro del Patriarca»                            | Satoshi Nohzawa  | Ta'riq Fisher                    | 3 de junio de 2024        |
| 36           | 12           | «¡Salva a Athena!»                                   | Yasuhiro Tanabe  | Eugene Son                       | 10 de junio de 2024       |

## Recepción
En 2019, la serie no ha sido bien recibida por la crítica. En The Review Geek tiene una puntuación de 3.5 sobre 10; Ready Steady Cut le dio un puntaje de 2.5 sobre 5 y se refirió a la serie como "aburrida y poco inspirada". Los cambios en la historia tampoco fueron bien recibidos, en especial la decisión de convertir a Shun de Andrómeda en un personaje femenino siendo originalmente hombre en el manga original de Masami Kurumada.